# Damas (bướm nhảy)
Damas là một chi bướm ngày thuộc họ Bướm nâu.